# شغل (ديناميكا حرارية)

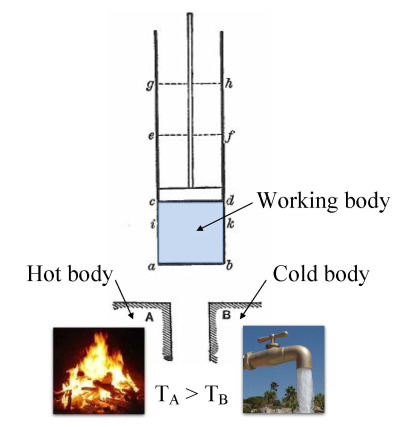
دورة كارنو : وتتكون من سخان ، ومكبس يعمل بالبخار ، وماء بارد. يدفع البخار الساخن المكبس فيؤدي شغل ، ويخرج بعد ذلك البخار المتكثف في هيئة ماء.

الشغل أو العمل في الديناميكا الحرارية هو كمية الطاقة المنتقلة من نظام إلى آخر دون أن يرافقه انتقال للاعتلاج.
يعد مبدأ الشغل في الديناميكا الحرارية تعميماً لمبدأ الشغل الفيزيائي.
حسب النظام الدولي للوحدات فإن وحدة قياس الشغل هي الجول. معدل العمل المنجز يسمى القدرة (الاستطاعة).

## مقدمة

### أبحاث سادي سادي كارنو
في عام 1824 عرف سادي كارنو أن الشغل، مثل «رفع ثقل إلى أعلى» في بحث علمي تحت عنوان «أفكار حول القوة الحركية للنار». وفي ذلك البحث العلمي كتب:
| شغل (ديناميكا حرارية) | نحن نستخدم القوة المحركة (الشغل) للتعبير عن التأثير المفيد مما يقوم محرك من تقديمه . وهذا التأثير يمكن مقارنته برفع ثقل إلى ارتفاع معلوم . وهذا التأثير يمكن قياسه وحسابه كما نعرف من أنه حاصل ضرب الوزن في الارتفاع الذي وصل إليه . | شغل (ديناميكا حرارية) |

### أبحاث جيمس جول

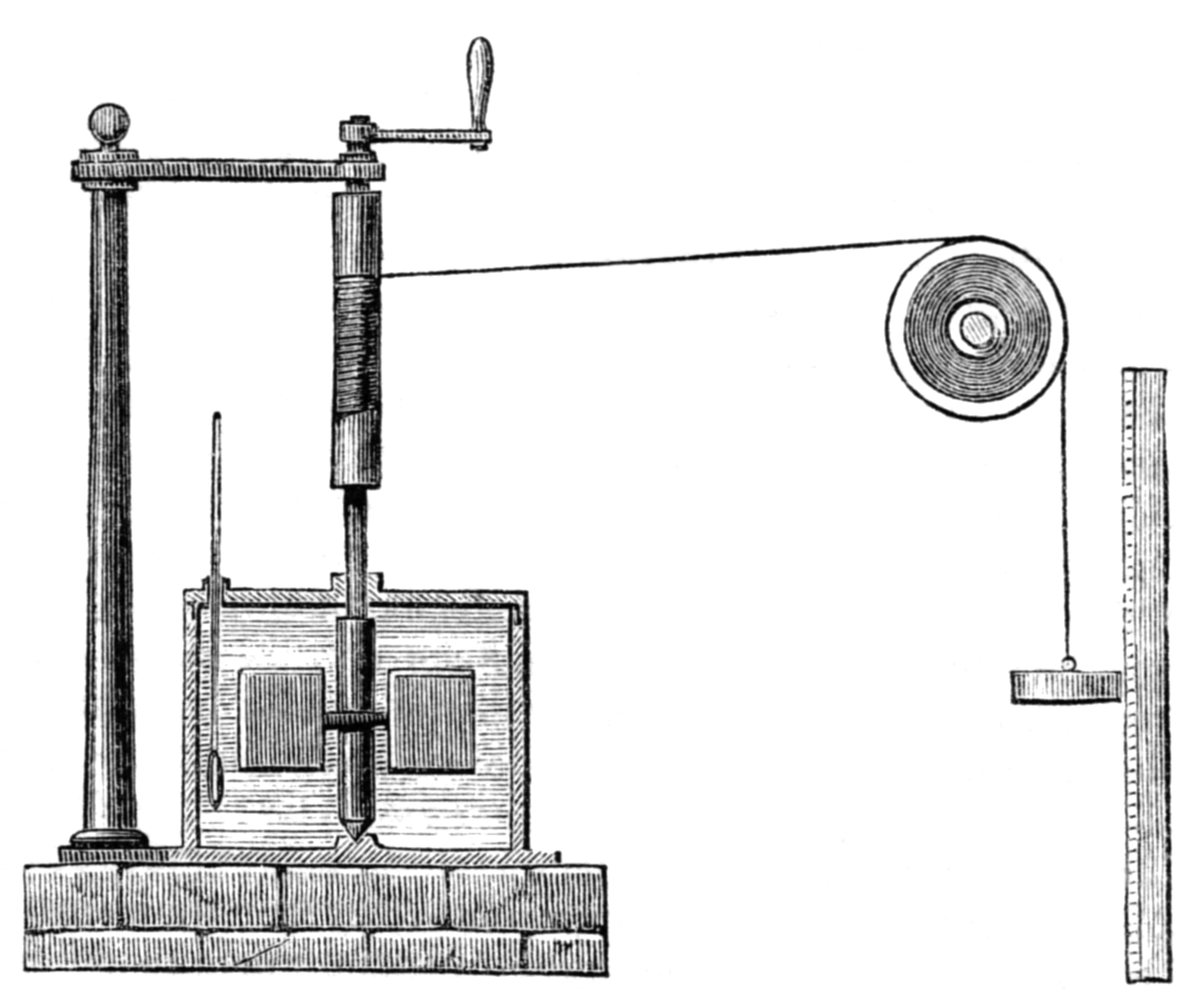
جهاز جول لقياس المكافي الميكانيكي للحرارة

في عام 1845 كتب عالم الفيزياء البريطاني جيمس جول بحثا تحت عنوان «عن المكافي الميكانيكي للحرارة» وقدمه في جلسة الجمعية البريطانية في كامبريدج.
.
وقدم في محاضرته ما توصل إليه من تجربته المعروفة عنه جيدا والتي قام فيه الشغل الميكانيكي عن طريق «سقوط من ارتفاع» بتدوير مروحة غائرة في برميل من الماء.
في تلك التجربة أدى الاحتكاك الناتج عن دوران المروحة في الماء إلى تسخين الماء، الذي ارتفعت حرارته. وقام جيمس جول بتسجيل التغير في درجة حرارة الماء ∆T والتغير في ارتفاع الكتلة إلى اسفل ∆h. وعن طريق تلك القياسات استطاع جيمس جول حساب المكافيئ الميكانيكي للحرارة بأنه 819 ft•lbf/Btu .
ومنذ ذلك الحين تعتمد تعريفنا الحديث للحرارة، والشغل، ودرجة الحرارة، والطاقة، كل تلك الخواص على تجربة جول هذه.

## تعريف

دورة تتكون من غلاية للماء تولد يخارا ، يشغل ضغط البخار توربين ، ويخرج منه البخار باردا، ويتكث في مكثف إلى ماء، يدخل الماء الغلاية ثانيا. الدورة مغلقة، وتمثل القانون الأول للديناميكا الحرارية.الحرارة المولّدة (أحمر)، والحرارة الخارجة (أزرق)، والشغل W.

طبقا ل القانون الأول للديناميكا الحرارية: كل زيادة في الطاقة الداخلية
U لنظام ترموديناميك ينقسم إلى قسمين، تغير الحرارة δQ الداخلة إلى النظام، والتغير في الشغل المؤدى من النظام. [*]
وتعرف إشارة الشغل التي يقدمه النظام إلي الوسط المحيط، مثل «النظام يتمدد»، تكون إشارته موجبة، حيث أن تلك هي الطاقة التي تنشأ على حساب الطاقة الداخلية للنظام.
{\displaystyle dU=\delta Q-\delta W.\;} 
ويعني حرف d التفاضل الدقيق بمعنى أن الطاقة الداخلية U هي خاصية لحالة النظام، تعتمد على الحالة الأولى والحالة الأخيرة للنظام، ولا تعتمد على طريق المسيرة بينهما. بينما حرف الدلتا اليوناني δ' فهي تعني في المعادلة أن تغير الحرارة والتغير في الشغل ليسا من خواص الحالة النهائية للنظام، فقد يزداد الواحد منهما أو ينقص بحسب مسيرته إلى الحالة النهائية، وكلاهما «دوال لعملية» ترموديناميكية وليسا دالتين للحالة.
فبمعرفة الحالة الابتدائية والحالة النهائية للنظام يمكن معرفة التغير الكلي للطاقة الداخلية، ولكن لا يمكن معرفة مقدار الطاقة التي فقدت من النظام في هيئة حرارة ومقدار الطاقة التي تحول إلى شغل. ويمكننا تلخيص ذلك بالقول أن الحرارة والشغل ليسا دوال لحالة النظام.

## شغل تغير الضغط والحجم
ينتج شغل الضغط والحجم عندما يتغير حجم V النظام. وترمز لشغل الضغط والحجم بشغل pV ويعين بوحدات لتر - ضغط جوي، حيث 1 [لتر.ضغط جوي ] = 101.325 جول.
غير أن وحدة لتر.ضغط جوي ليست من وحدات النظام الدولي للوحدات SI . وتعتبر شغل الضغط والحجم من أهم قطاعات الكيمياء الحرارية.
ويمثل شغل الضغط والحجم pV work بالمعادلة التفاضلية الآتية:
{\displaystyle dW=pdV\,}
حيث:
- W = الشغل الذي يؤديه النظام
- p = الضغط
- V = الحجم

{\displaystyle W=\int _{V_{i}}^{V_{f}}p\,dV.}
وتنطبق المعادلة أعلاه على العمليات العكوسية لنظام مغلق (معزول).
يمكن كتابة القانون الأول للديناميكا الحرارية كالآتي:
{\displaystyle dU=dQ-pdV\,}
وتعني هذه المعادلة أن الحرارة الداخلية للنظام تساوي كمية الحرارة التي أمددناها للنظام مطروح منها الشغل الذي قام به النظام. وتذكرنا هذه المعادلة بمحرك احتراق داخلي، حيث نمده بوقود يحترق فيه فيختزن فيه جزءا من الحرارة والجزء الآخر يُنتج شغلا ميكانيكيا.

## الطاقة الحرة
يحدد القانون الثاني للديناميكا الحرارية مقدار الشغل الذي يمكن الحصول عليه من النظام. وتوجد حالتان أساسيتان: في نظام ترموديناميكي الذي تحفظ فيه درجة الحرارة والحجم ثابتين، تكون مقدار الشغل الذي نحصل عليه هو طاقة هلمهولتز الحرة. وفي نظام تحفظ فيه درجة الحرارة والضغط ثابتين، يكون مقدار الشغل الناتج طاقة غيبس الحرة.

## الاعتماد على المسار
بصفة عامة يعتمد شغل الضغط والحجم (PV work) على المسار وهو لذلك دالة للديناميكا الحرارية. ولكن في نوع العمليات التي تسمى «عملية أديباتية عكوسة» (عملية كظومة)، وفيها لا يعتمد الشغل المؤدى من النظام على المسار. ويقول القانون الأول للديناميكا الحرارية في صيغته الرياضية:
{\displaystyle dE=dW+dQ}
بانسبة إلى عملية أديباتية تكون {\displaystyle dQ=0} وبالتالي يكون الشغل الناتج مساويا للتغير في الطاقة الداخلية للنظام. ونظرا لأن الشغل يعتمد فقط على التغير في درجة الحرارة، فبالتالي لا يكون معتمدا على خط سير العملية، ذلك لأن درجة الحرارة هي دالة حالة ولا تعتمد على مسار عملية التغير.
أما إذا اتخذت العملية مسارا آخر غير المسار الأديباتي فإن الشغل الناتج يختلف. ويحدث ذلك عندما نقوم بإمداد حرارة إلى النظام، وقد يخرج منه قدرا آخرا من الحرارة، فالعملية تكون بذلك غير أديباتية، بمعني أن مقدار الحرارة (وبالتالي مقدار الطاقة) في النظام قد تغير خلال العملية (قد يكون تغير العملية بتغيير الضغط أو تغيير حجم النظام مثلا).
في نظام مفترض، توجد عدة مسيرات بين درجة الحرارة العالية ودرجة الحرارة المنخفضة، بعض تلك المسارات تكون أديباتية. فإذا بدأنا من درجة حرارة معينة، يصل بنا كل مسار أديباتي إلى درجة حرارة نهائية مختلفة. ولكن بين درجتي حرارة معلمومتان فيوجد مسارا أدياباتيا واحدا، حيث يوجد مسارا واحدا تكون فيه {\displaystyle dQ} مساوية للصفر.
وبالتعبير الرياضي، يكون التغير في dW غير تغير تفاضلي. ولكن في حالة عدم الاعتماد على المسار يكون dW تفاضلية تماما. فبحسب القانون الأول للديناميكا الحرارية تكون:
{\displaystyle dE=-dW+dQ=-pdV+TdS}.
نلاحظ أن {\displaystyle dS=0} للعملية العكوسية، وبالتالي تكون
{\displaystyle \delta W=pdV}
علاقة دقيقة. إذ أن تفاضل الشغل يكون دقيقا، فيمكن حساب الشغل الناتج غير معتمدا على المسار.
لذلك نرمز أحيانا للشغل بالرمز đW (حيث نزيد على حرف d خطا في وسطه للتعبير عن أنه ليس تفاضليا حقيقيا)، لأن الشغل ليس دالة للحالة.

## وحدة الشغل
الشغل هو طاقة ووحدته أيضا وحدة طاقة. وجدنا أعلاه أن الشغل dW = P.dV (قارن ب شغل في نظام مفتوح). فإذا كان الضغط P بوحدة باسكال ووحدة الحجم متر مكعب، نحصل على الآتي:
1 باسكال = 1 نيوتن/متر مربع، أو
1 باسكال = 1 جول/متر مكعب.
وبالتالي نحصل على:
الشغل = جول/متر مكعب. متر مكعب = جول